# Supercup (Handballturnier) 2013
Der Supercup 2013 war der 18. Supercup.

## Modus
In dieser Austragung spielten 4 Mannschaften im Modus „Jeder gegen Jeden“ mit je einem Spiel um den Pokal. Bei Punktgleichheit entscheidet die bessere Tordifferenz. Danach die Zahl der geschossenen Tore.

## Resultate

### Rangliste
| Pl.                      | Land        | Sp. | S | U | N | Tore     | Diff. | Punkte |
| ------------------------ | ----------- | --- | - | - | - | -------- | ----- | ------ |
| 1.                       | Deutschland | 3   | 3 | 0 | 0 | 089:730  | +16   | 6      |
| 2.                       | Polen       | 3   | 2 | 0 | 1 | 076:730  | +3    | 4      |
| 3.                       | Schweden    | 3   | 1 | 0 | 2 | 092:870  | +5    | 2      |
| 4.                       | Ägypten     | 3   | 0 | 0 | 3 | 076:1000 | −24   | 0      |
| Stand: 23. Dezember 2018 |             |     |   |   |   |          |       |        |

### Spiele
| 1. November 2013 17:00 Uhr | Ägypten                                | 21 : 24   | Polen                       | Stadthalle Bremen, Bremen Schiedsrichter: Schulze, Tönnis |
| 1. November 2013 17:00 Uhr | meiste Tore: Radwan & El-Bassiouny (4) | (11 : 11) | meiste Tore: Wiśniewski (5) | Stadthalle Bremen, Bremen Schiedsrichter: Schulze, Tönnis |
| 1. November 2013 17:00 Uhr | Spielbericht                           |           |                             | Stadthalle Bremen, Bremen Schiedsrichter: Schulze, Tönnis |

| 1. November 2013 19:30 Uhr | Deutschland              | 29 : 24      | Schweden                | Stadthalle Bremen, Bremen Zuschauer: 4.050 Schiedsrichter: Dentz, Reibel |
| 1. November 2013 19:30 Uhr | meiste Tore: Wiencek (5) | (12 : 9)     | meiste Tore: Ekberg (5) | Stadthalle Bremen, Bremen Zuschauer: 4.050 Schiedsrichter: Dentz, Reibel |
| 1. November 2013 19:30 Uhr | Strafen: 1×              | Spielbericht | Strafen: 3×             | Stadthalle Bremen, Bremen Zuschauer: 4.050 Schiedsrichter: Dentz, Reibel |

| 2. November 2013 17:45 Uhr | Deutschland                 | 36 : 26      | Ägypten                    | O₂ World, Hamburg Zuschauer: 3.950 Schiedsrichter: Krstič, Ljubič |
| 2. November 2013 17:45 Uhr | meiste Tore: Gensheimer (7) | (17 : 12)    | meiste Tore: Elhosainy (6) | O₂ World, Hamburg Zuschauer: 3.950 Schiedsrichter: Krstič, Ljubič |
| 2. November 2013 17:45 Uhr | Strafen: 3×                 | Spielbericht | Strafen: 4×                | O₂ World, Hamburg Zuschauer: 3.950 Schiedsrichter: Krstič, Ljubič |

| 2. November 2013 20:00 Uhr | Polen                        | 29 : 28   | Schweden                  | O₂ World, Hamburg Schiedsrichter: Dentz, Reibel |
| 2. November 2013 20:00 Uhr | meiste Tore: Kuchczyński (7) | (14 : 10) | meiste Tore: Petersen (6) | O₂ World, Hamburg Schiedsrichter: Dentz, Reibel |
| 2. November 2013 20:00 Uhr | Spielbericht                 |           |                           | O₂ World, Hamburg Schiedsrichter: Dentz, Reibel |

| 3. November 2013 14:30 Uhr | Schweden                    | 40 : 29   | Ägypten                   | O₂ World, Hamburg Schiedsrichter: Geipel, Helbig |
| 3. November 2013 14:30 Uhr | meiste Tore: Zachrisson (6) | (18 : 15) | meiste Tore: El-Deraa (6) | O₂ World, Hamburg Schiedsrichter: Geipel, Helbig |
| 3. November 2013 14:30 Uhr | Spielbericht                |           |                           | O₂ World, Hamburg Schiedsrichter: Geipel, Helbig |

| 3. November 2013 17:00 Uhr | Deutschland             | 24 : 23      | Polen                     | O₂ World, Hamburg Zuschauer: 4.050 Schiedsrichter: Krstič, Ljubič |
| 3. November 2013 17:00 Uhr | meiste Tore: Sellin (5) | (11 : 11)    | meiste Tore: Bielecki (5) | O₂ World, Hamburg Zuschauer: 4.050 Schiedsrichter: Krstič, Ljubič |
| 3. November 2013 17:00 Uhr | Strafen: 2×             | Spielbericht | Strafen: 3×               | O₂ World, Hamburg Zuschauer: 4.050 Schiedsrichter: Krstič, Ljubič |